# Trawlery typu B 10
Trawlery typu B 10 – polskie parowe trawlery rybackie wyprodukowane w latach 1951–1957 przez Stocznię Gdańską w liczbie 22 sztuk.
Nazwy jednostek pochodziły od rzek polskich. 19 jednostek wybudowanych w latach 1951–1956 weszło w skład floty Przedsiębiorstwa Połowów Dalekomorskich Dalmor (Gdynia). Ostatnie trzy statki z 1957 weszły na stan przedsiębiorstwa Odra w Świnoujściu i od razu były skonstruowane jako napędzane mazutem (wszystkie pozostałe również przerobiono na to paliwo w latach 1958–1964). Trawlery prowadziły połowy przede wszystkim na Morzu Północnym, a także na północno-zachodnim Atlantyku oraz Szelfie Celtyckim. W latach 50. XX wieku okresowo operowały też na Bałtyku. Wszystkie trawlery dokonywały połowów z burty. W latach 1953–1956 łowiły 72-stopowymi włokami manilowymi, a w latach 1957-1959 80-stopowymi. W latach 1960–1961 przechodzono na włoki stilonowe tej samej objętości (w okresie 1961–1962 w Odrze, na kilku statkach wprowadzono włoki 90-stopowe, polskie, konstrukcji inżyniera W. Burawy, potem rozpowszechnione na pozostałe jednostki). W 1965, w okolicach Rynny Norweskiej łowiono tukami pelagicznymi 40/35x4. Na łowiskach Morza Północnego oraz w rejonie Georges Bank śledzie łowiono włokami dennymi śledziowymi 26/30, a w rejonie Labradoru włokami dorszowymi 26/30. Załoga liczyła 28 osób. Ryby mogły być od razu solone w beczkach, a z ostatnich kilku dni połowowych można było przywozić ryby w lodzie.
Serie B-10 i B-14 były pierwszymi zbudowanymi w Polsce po II wojnie światowej trawlerami rybackimi. Wcześniej eksploatowano m.in. zagraniczne jednostki z dostaw UNRRA (27 sztuk) i takie, które pływały w okresie międzywojennym. W większości miały około 20–30 lat, a tylko sześć z nich miało pięć lub mniej lat. 
Kolejno oddawano do użytku następujące jednostki: 
- tonaż brutto 613-615 RT:
  - Rega (1951), Radunia (1952), Regalica (1954),
- tonaż brutto 646-650 RT:
  - Radomka, Rawka, Raba (1954), Rozoga, Rudawa (1955), Bzura, Biała, Brynica, Barycz, Biebrza, Brda, Prądnik, Poprad, Przemsza, Płona, Wkra (1956),
- tonaż brutto 670-671 RT:
  - Łeba, Łużyca, Łyna (1957)[1].